# Kaltwasserkarspitze
Die Kaltwasserkarspitze ist ein Gipfel der Hinterautal-Vomper-Kette und ist mit 2733 m ü. A. m nach Birkkarspitze, Mittlerer und Östlicher Ödkarspitze die vierthöchste Erhebung des Karwendel. Die Kaltwasserkarspitze ist der östliche Nachbar der Birkkarspitze, der kühne Gipfel fällt mit einer Steilwand zum Kleinen Ahornboden ab. Nach Süden entsendet er einen langen Grat, der die Sägezähne und den Großen Heißenkopf (2431 m ü. A.) trägt und das Östliche Birkkar vom Raukarl trennt.
Die erste Besteigung erfolgte 1870 durch Hermann von Barth.

## Besteigung
Die Kaltwasserkarspitze ist auf keinem Weg einfach zu erreichen. Auf allen Anstiegen sind Passagen im II. Grad zu bewältigen:
- Aus dem Hinterautal über den Südgrat, Überschreitung des Großen Heißenkopf und der Sägezähne
- Aus dem Hinterautal durch die Birkkarklamm und das Östliche Birkkar
- Vom Karwendelhaus über Hochjöchl (2413 m ü. A.)
- Vom Kleinen Ahornboden über Sauissköpfl, Westliche Moserkarscharte und durch das Raukarl auf den Südgrat